# Rüschegg
Rüschegg is een gemeente en plaats in het Zwitserse kanton Bern, en maakt deel uit van het district Bern-Mittelland.
Rüschegg telt 1.615 inwoners.

## Plaatsen in de gemeente
Gambach, Hirschhorn, Heubach en Rüschegg-Graben.